# Mihai Roman
Mihai Roman (sinh ngày 16 tháng 10 năm 1984 ở Suceava) là một cầu thủ bóng đá người România hiện tại thi đấu cho Botoșani.

## Sự nghiệp thi đấu
Roman bắt đầu sự nghiệp bóng đá lúc 17 tuổi. Anh thi đấu chăm chỉ dưới sự hướng dẫn của Razvan Lucescu, cựu huấn luyện từ FC Braşov. Trước khi đến Braşov, Roman được liên kết với các câu lạc bộ Liga I khác như FC Vaslui và Oţelul Galaţi. Sau 2 mùa giải thành công, anh có lần đầu được triệu tập vào đội tuyển România vào tháng 6 năm 2009. Nhiều đội bóng bày tỏ sự quan tâm đến Mihai, bao gồm FC Timişoara và CFR Cluj. Vào ngày 27 tháng 6 năm 2010, Roman ký hợp đồng cho Rapid Bucureşti cùng với người đồng đội Sabrin Sburlea.
Vào ngày 29 tháng 5 năm 2013, Roman ký hợp đồng cho câu lạc bộ Ligue 1 Toulouse FC theo dạng chuyển nhượng tự do cho 3 mùa giải.

## Sự nghiệp quốc tế
Roman ra mắt cho the Đội tuyển bóng đá quốc gia România tại Vòng loại Giải vô địch bóng đá thế giới 2010 vào ngày 6 tháng 6 năm 2009 trước Lithuania.